# Hyundai Pony
Hyundai Pony - перша самостійна модель Hyundai. Був першою власною розробкою цієї фірми, до цього компанія займалася складанням автомобілів Ford. Третє, а також четверте покоління, продавалося в деяких країнах, наприклад в США, під іншою назвою - Hyundai Excel.
Перший Pony випустили в 1974 році при співпраці з Mitsubishi Motors. Автомобіль був орієнтований на середній клас суспільства і дуже швидко завоював успіх на внутрішньому ринку Кореї. Через рік починається експорт Pony, великі партії пішли на середній Схід, до Південної Америки і Африки.
В 1982 році з'явилося друге покоління моделі.
Перше і друге покоління являли собою копію Mitsubishi Colt / Lancer.
В 1985 році з'явилося третє покоління Pony, тепер уже компактних і передньопривідних автомобілів.
Друге покоління Pony випускалася у вигляді трьох або п'ятидверного хетчбека, а також як чотиридверного седана і оснащувалася трьома різними двигунами: 1,3 літра (59 к.с.) і двома агрегатами об'ємом 1,5 л різної потужності - 72 і 84 к.с. Двигуни розташовані поперечно і агрегатуються з 4-ступінчастою механічною КПП, 5-ступінчаста - тільки на замовлення. Гідропідсилювач рульового управління теж встановлювали тільки на замовлення і то не для всіх ринків.
В 1989 році представлене четверте покоління моделі.
Автомобіль випускався по 1994 рік, після чого на зміну Pony прийшов Hyundai Accent.

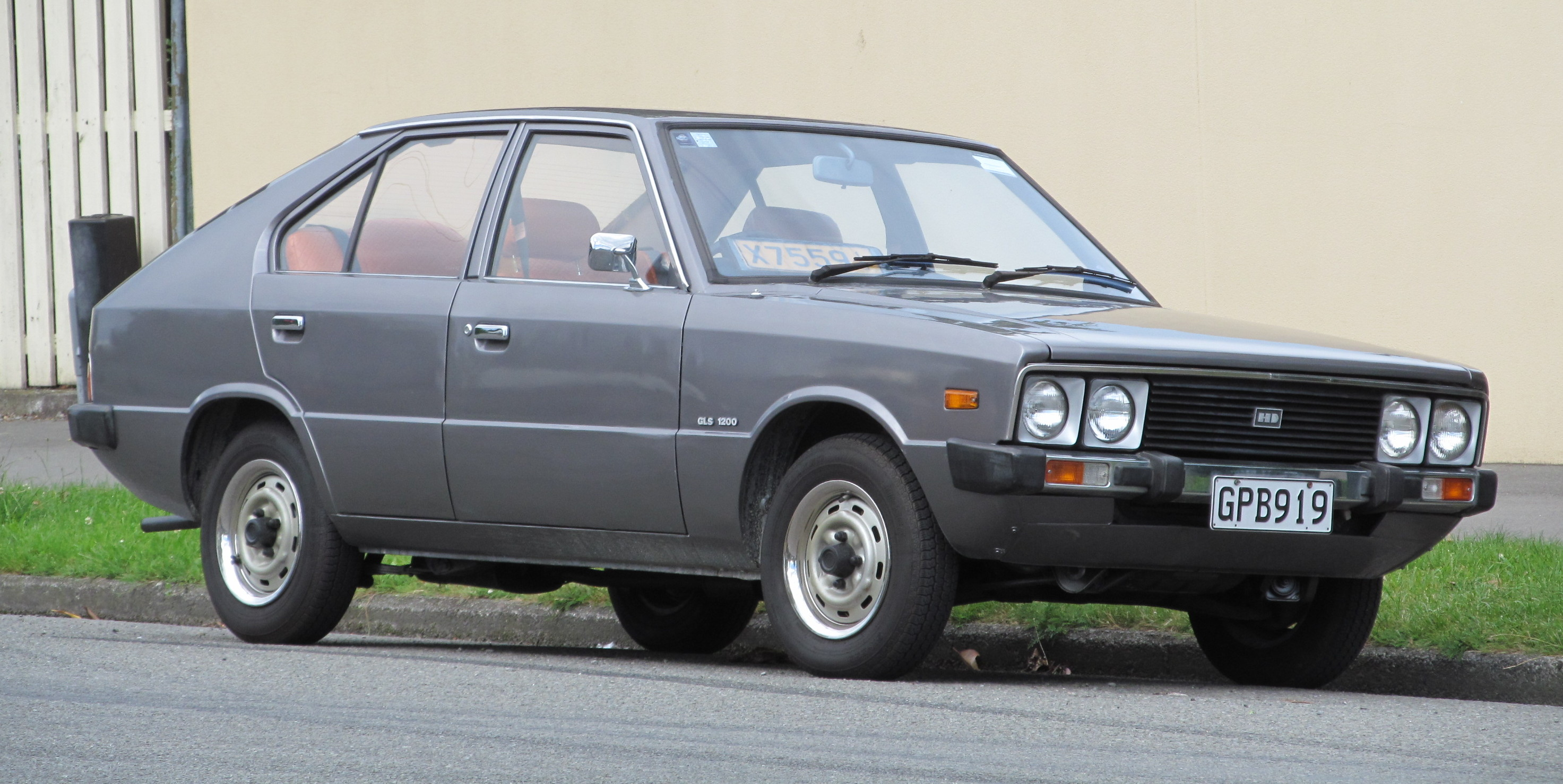
Hyundai Pony I
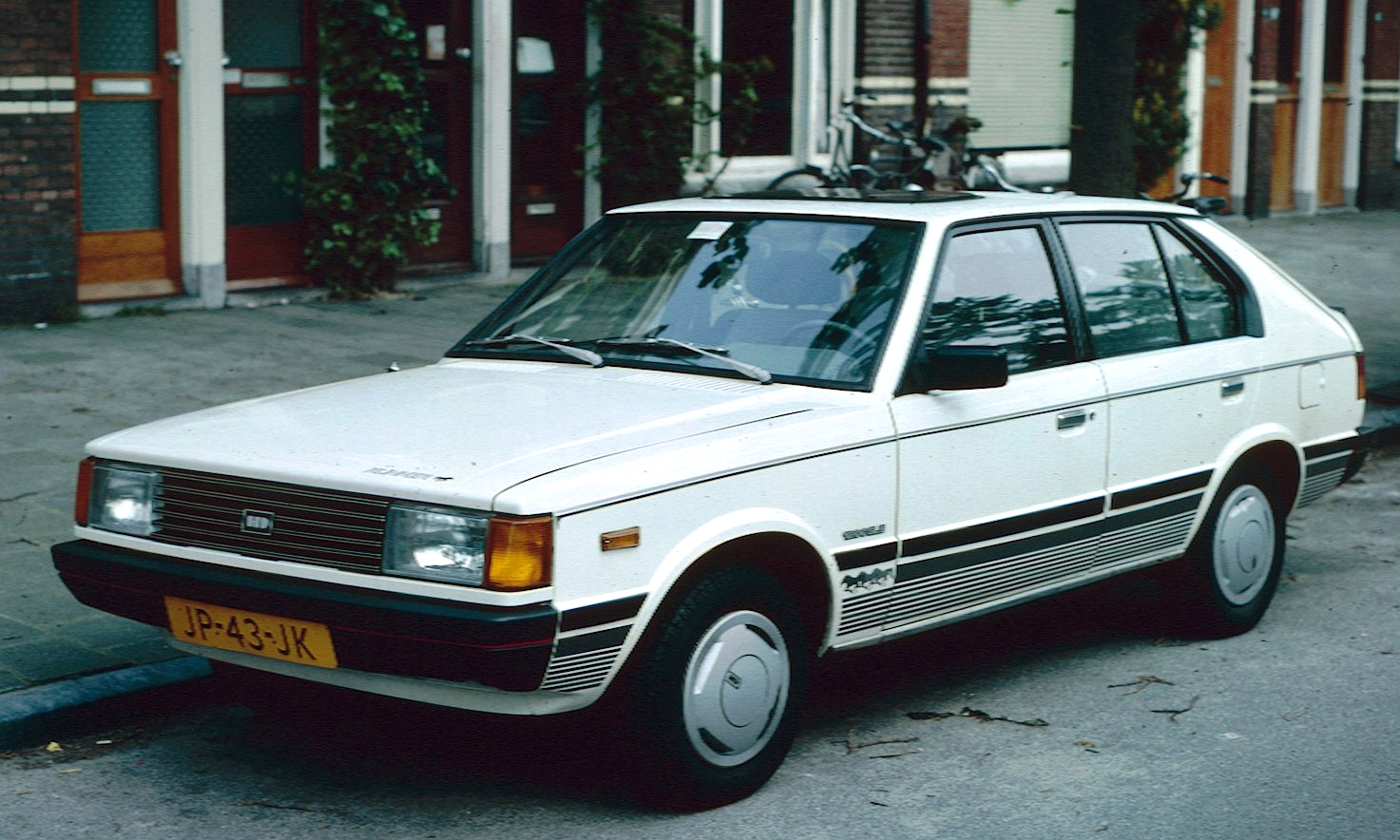
Hyundai Pony II
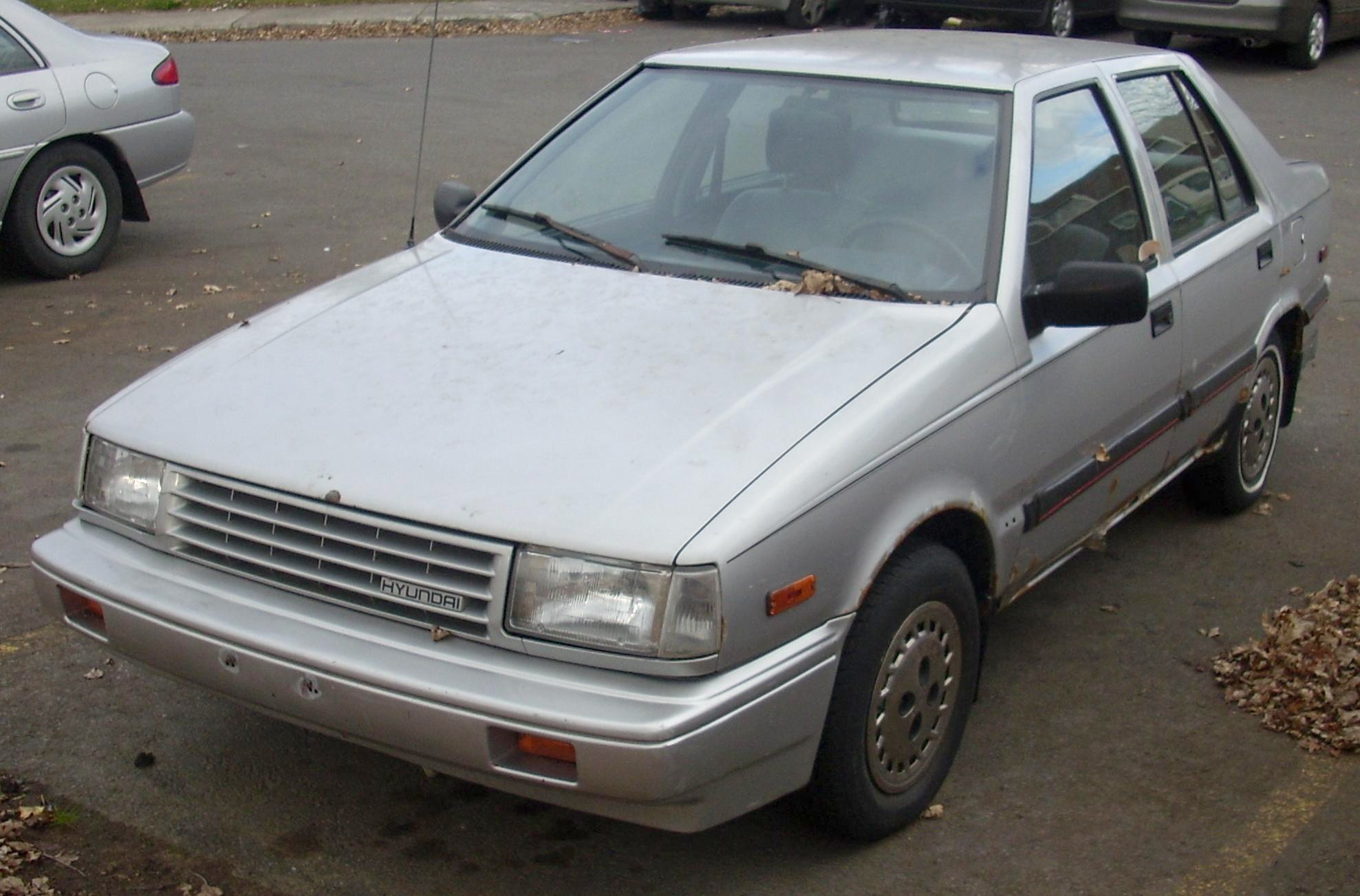
Hyundai Excel (X1)
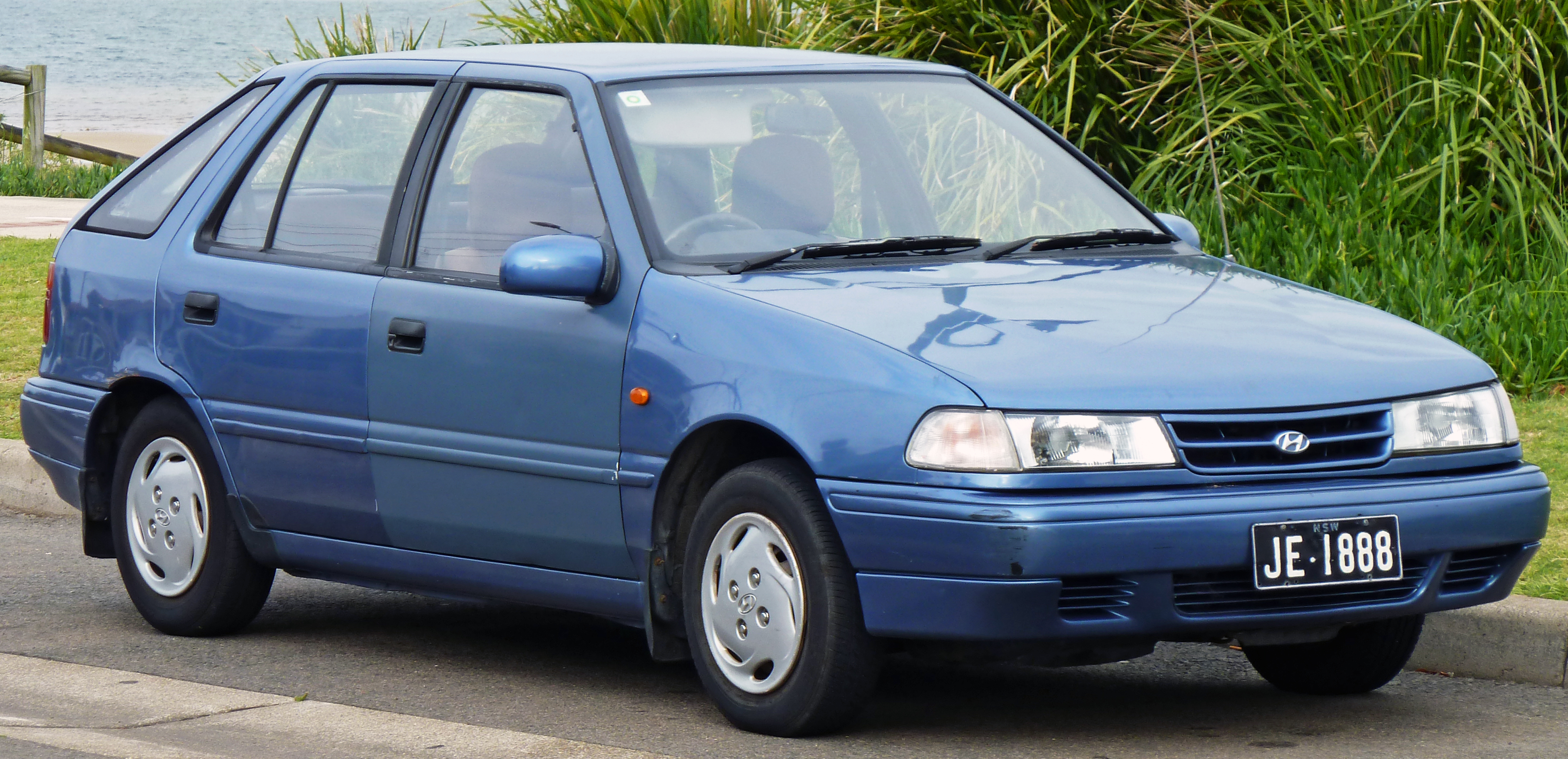
Hyundai Excel (X2)